# Hersilia setifrons
Hersilia setifrons là một loài nhện trong họ Hersiliidae.
Loài này thuộc chi Hersilia. Hersilia setifrons được miêu tả năm 1928 bởi George Newbold Lawrence.